# الأحضان الدافئة (فلم)
الأحضان الدافئة (بالإنجليزية: Warm embrace OR al'ahdan alddafia)، فيلم سينمائى درامى مصرى، إنتاج 1974 إخراج: نجدي حافظ، تأليف: محمود أبو زيد تمثيَل : زبيدة ثروت، سمير صبري، سمير غانم، فاطمة مظهر، أحمد رمزي، ماجدة الخطيب، عماد حمدي.

## قصة الفيلم
مديحة (زبيدة ثروت) مضيفة جوية تؤمن بحريتها، تفشل في الزواج مرتين، فتفضل أن تعيش وحدها بنفس حرية وانطلاق الرجل، لكن سلوكها يميزه العقل، حيث هناك خط رفيع بين الحرية والابتذال، تقابل سليمان (سمير غانم) عند طبيب الأسنان، ويفهم حريتها فهمًا خاطئاً. فيسئ التصرف معها، لكنها تلقنه درساً لا يُنسى، يبعث القدر إليها بحسن (سمير صبري) من خلال مقابلة يلتقيان عند فكرة الحرية التي يعشقانها، يفهم حسن تصرفاتها بعمق[ ؟ ] وحب شديدين، تتعدد المقابلات وتؤكد إصرارهما على أن يعيشا بحرية وحب جارف بينهما، يفكر حسن في الزواج من مديحة، لكن الأسرة والمجتمع والتقاليد تقف حائلاً في طريق إتمام هذا الزواج، فالمطلقات ليس من حقهن الزواج، وليست لهن مكانة محترمة في المجتمع، وإن عليهن التحرك في إطار محدد، ويعبر حسن عن حيرته، لكن مديحة تضع حداَ بالانتحار قبل أن يخبرها حسن بعزمه على الزواج منها.

## فريق العمل
- إخراج: نجدي حافظ
- تأليف: محمود أبو زيد
- تمثيل:

| - - زبيدة ثروت ... مديحة - سمير صبري ... حسن - سمير غانم ... سليمان - فاطمة مظهر ... رباب | - - أحمد رمزي ... كابتن مراد - ماجدة الخطيب ... ' - عزيزة حلمي ... ' - فايز حلاوة ... والد رباب | - - عماد حمدي ... والد حسن - إبراهيم سعفان ... ' - نجوى فؤاد ... ' |

## وصلات خارجية
- مقالات تستعمل روابط فنية بلا صلة مع ويكي بيانات